# タチブ

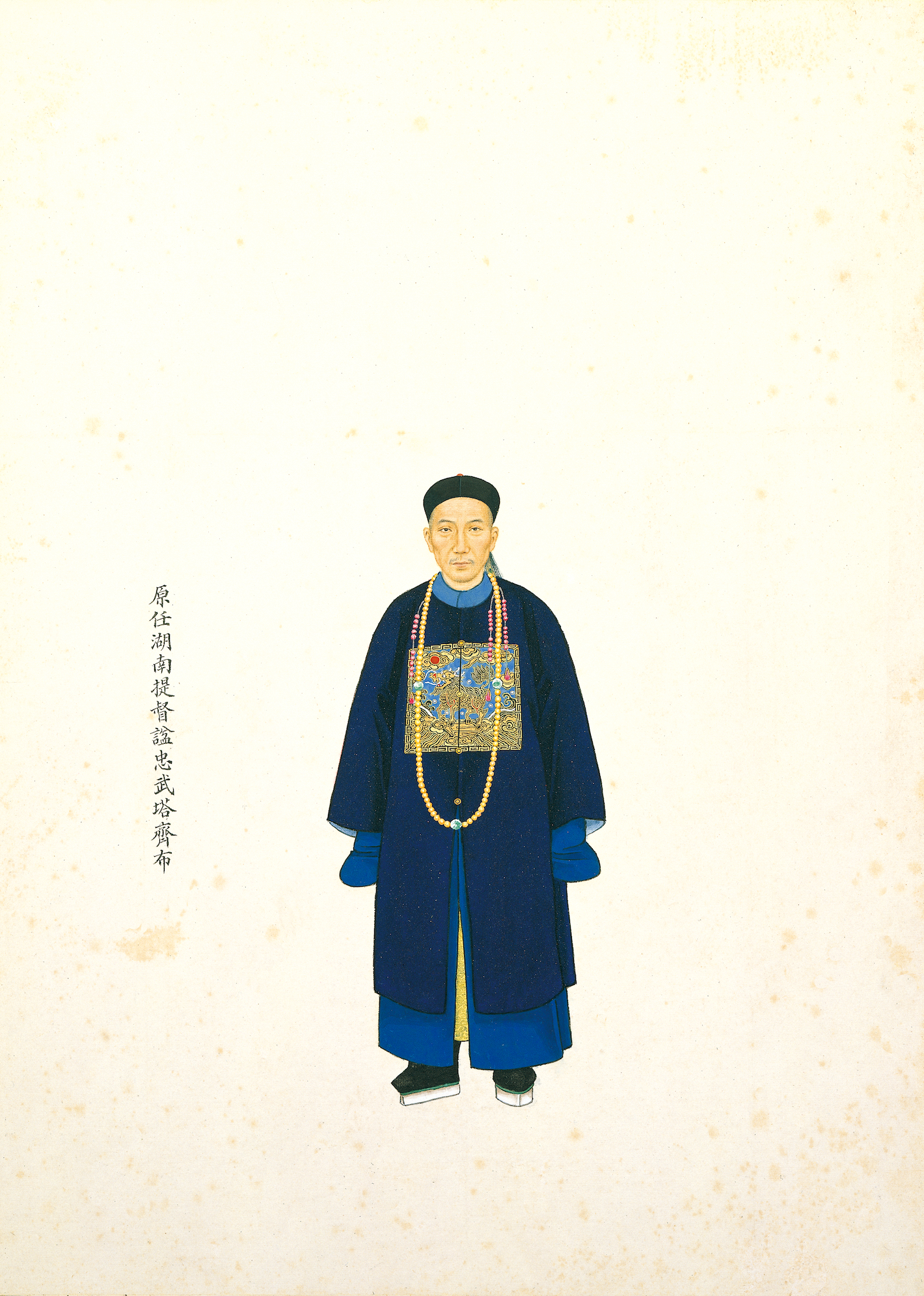
タチブ

タチブ（満州語：ᠲᠠᠴᡞᠪᡠ、転写：tacibu、塔斉布、1817年 - 1855年）、字は智亭。タオギャ氏（toogiya hala、陶佳氏）、満州鑲黄旗人の清朝の軍人。曽国藩に「忠勇にして大いに用いるべし」と高く評価された。
初めは火器営鳥槍護軍擢三等侍衛に任じられ湖南省に派遣された。1852年に太平天国軍の攻撃から長沙を防衛したことで遊撃に昇進した。
1854年には太平天国軍に大勝して湘潭を奪還した。当時、曽国藩は靖港で苦境に陥っており、長沙の人心の動揺が見られたが、タチブの勝利により人心の安定を見た。この功により総兵銜を加えられバトゥルの称号を与えられた。その後羅沢南の水軍とともに岳州で曽国藩を再度救援した。8月に武昌の太平天国軍は敗走したが、タチブは伏兵を用いてこれを殲滅し、この軍功を曽国藩が上奏、タチブは湖南提督に任じられた。10月には羅沢南とともに田家鎮を攻め、太平天国の唐正才軍を破った。
1855年3月、武昌が再び太平天国軍により陥落、これに対してタチブは援軍を派遣した。6月に曽国藩と会談して江西省の九江攻撃が計画されたが、7月に武昌攻撃の命令が下った直後に急死した。死後はその死を悼んだ咸豊帝により忠武の諡号が与えられた。